# Виолета Сечкова
Виолета Сечкова, по-късно Сталийски, е български продуцент, бизнес дама и почетен консул на Южна Корея за област Пловдив.. Управлява официалните магазини за мобилни устройства на корейския бранд Samsung в България. В миналото става широко известна в България като телевизионна водеща и фотомодел.  

## Биография
Виолета Сталийски е родена на 17 март 1986 г. в град София. Завършва 138 СУЗИЕ „Проф. Васил Златарски“ и икономика в Университета за национално и световно стопанство (УНСС) в София, България.
Виолета започва кариерата си като модел в модна агенция „Визаж“ и като асистентка  в предаването „Сблъсък” по Би Ти Ви. Работи като рекламен стажант на Международния медиен фестивал Mediamixx. През 2006 става водеща на формата на CNN „ShowBuzz“ по GTV, a година по-късно на „Градски легенди“ по TV2, на което е автор и съпродуцент.
През 2009 г. Виолета Сталийски основава No Frame Media заедно с Емил Кошлуков. Компанията продуцира редица предавания за всички големи телевизии през този период, като: „В джаза събота вечер“ (Би Ти Ви), „България говори“ (Нова телевизия), „Големите загадки“ (Би Ти Ви), „Срещу новините“ (БНТ), „5 400“ (TV7), „Споделено с Камелия“ (TV7), „Нашенци“ (TV7), „Какво ви забърка Лео“ (TV7), „Баркод“ (TV7), „Милионер търси съпруга“ (TV7), “Мис България 2011“ (TV7), “Мис България: Пътят на короната“ (TV7), „Факторът Кошлуков“ (TV7), „Пред банята“ (TV7) и други.
От 2020 г. развива и управлява официалните магазини на корейския бранд Samsung - Samsung Experience Store, в България.
През януари 2021 г. става почетен консул на Южна Корея за област Пловдив.